# Lupinus albus

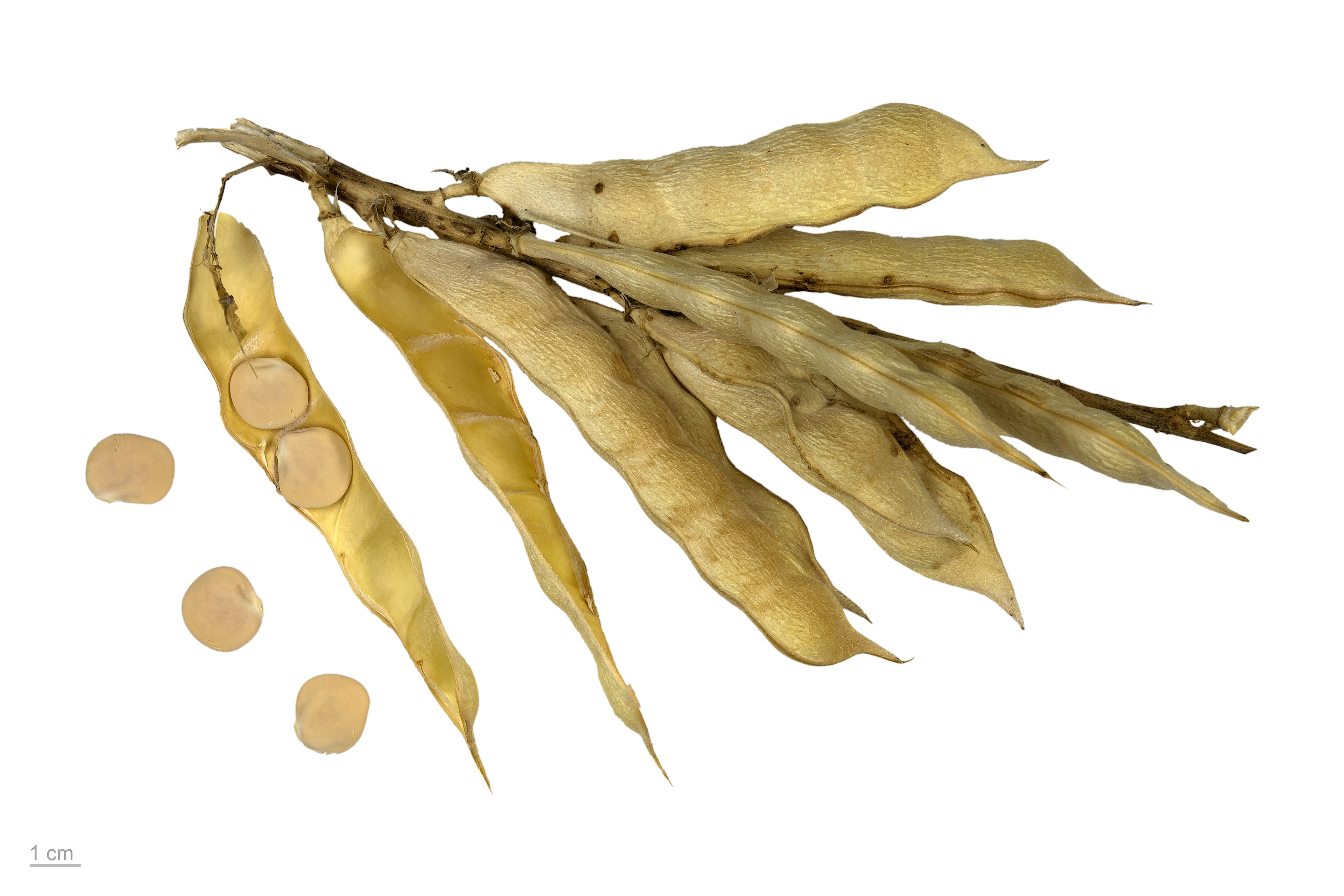
Lupinus albus - MHNT

El lupino, altramuz, chocho, chorcho, entremozo, altramuz blanco, lupín blanco, lupino blanco o almorta (Lupinus albus L.) es una especie leguminosa de la familia Fabaceae y subfamilia Faboideae. El término lupín se aplica, especialmente en Argentina, a los granos de las variedades amargas.
Posee un fruto achatado que suele ser utilizado para alimentar ganados. Es también comestible para el ser humano si previamente se le quita el amargor tras un remojo en agua con sal de por lo menos una hora, o si se trata de los llamados altramuces dulces, que se consumen directamente sin tratamiento previo por calor ni remojo.
La ingesta de altramuz no provoca latirismo —intoxicación crónica producida por el consumo de la otra planta denominada "almorta" (Lathyrus sativus) —, pues solo esta última contiene el aminoácido neurotóxico que produce dicha enfermedad. Los altramuces contienen una serie de sustancias llamadas alcaloides, como la lupanina o la lupinina.

## Características botánicas
En general, las plantas del género Lupinus pueden ser de dos tipos: anuales o perennes, de raíces profundas, siendo las principales muy fuertes, hojas digitadas con varios foliolos, inflorescencias terminales muy visibles, vainas comprimidas, de forma oval o cuadrangular, conteniendo pocas semillas.
Generalmente autógamas y un porcentaje de alogamia entre el 4 y el 10 %. Fecundación entomófila.
Ramificación dicotómica, pudiendo tener tres y hasta cuatro estratos de ramificaciones, apareciendo las inflorescencias en los puntos de ramificación. Presentando cuando el desarrollo es bueno tres pisos de vainas y, a veces, cuatro.
A continuación se detalla la clave para la identificación de subespecies de Lupinus albus L. (Kurlovich, 1998):
1. Con roseta. Corola azul oscuro con manchas blancas. Vainas 60-80 x 11-14 mm, que se aplastan en la madurez, semillas 7-10 x 6-8 x 2-3 mm, marrón oscuro, testa impermeable..................................................subsp. graecus.
- Sin roseta.Corola rosa, azul, gris, azul claro y blanca. Vainas 80-150 x 16-290 mm, que no se aplastan en la madurez, semillas rosadas o blancas, con testa permeable..................................................................................................2
2. Plantas vellosas. Inflorescencias alargadas, frágiles. Flores rosas o azules, cáliz con brácteas............................................................subsp. termis
- Plantas algo vellosas. Inflorescencia corta y más o menos compacta. Flores grisáceas, azul claro, blancas. Cáliz sin brácteas.............................................................subsp. albus

## Aprovechamientos

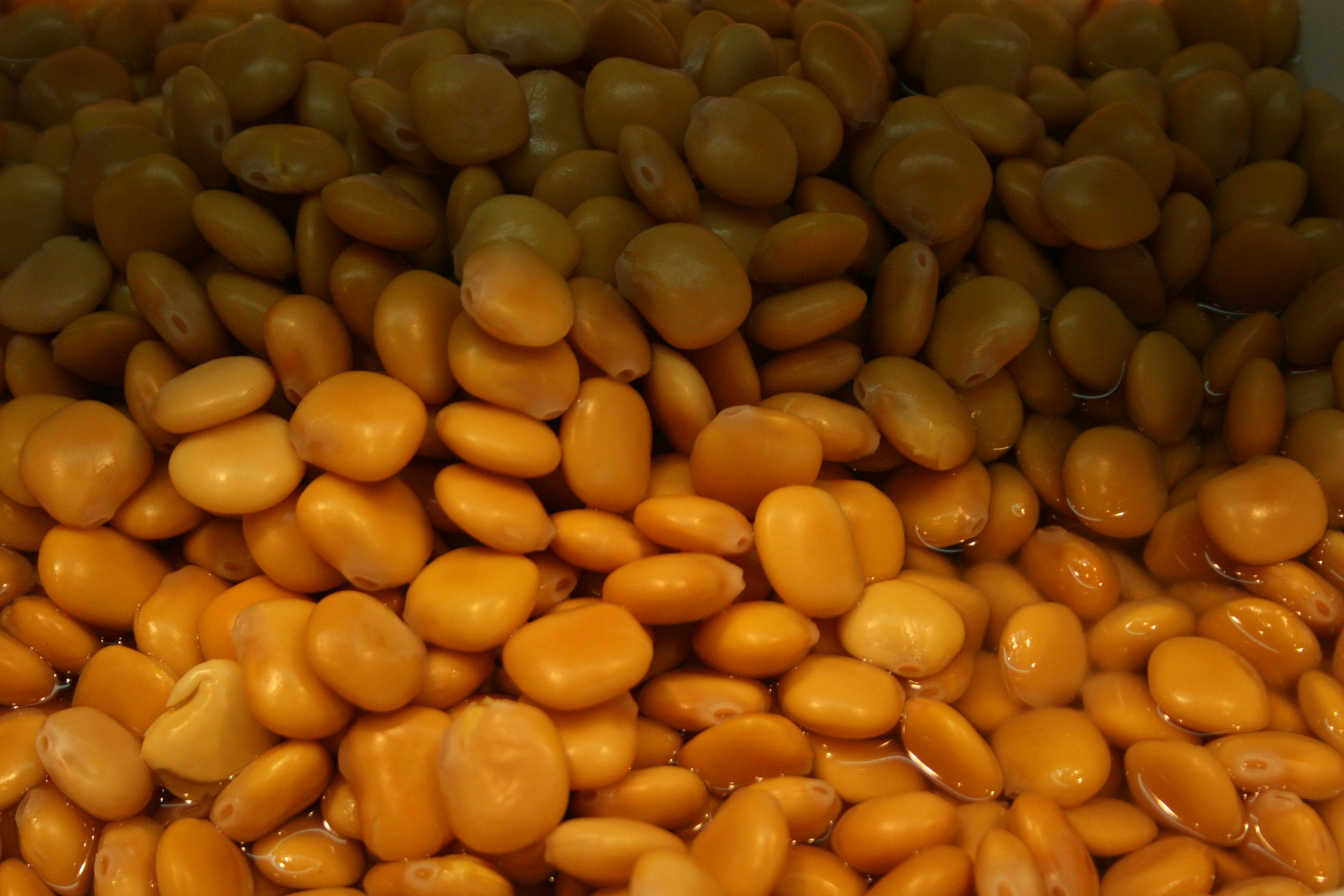
Lupinos preparados para su consumo.

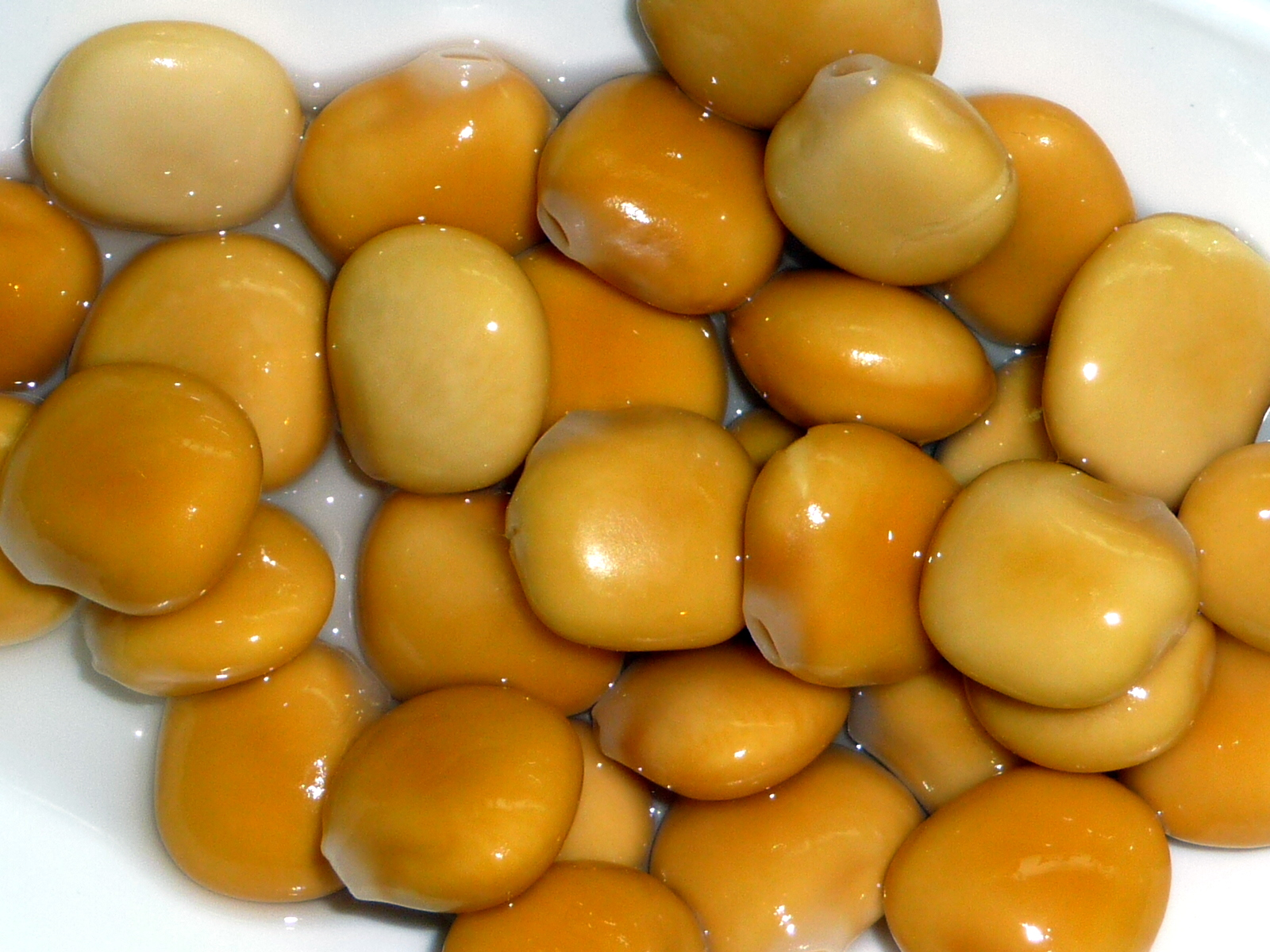

El lupino dulce puede entrar a formar parte de las raciones de rumiantes no tiene limitación especial alguna, y en la de monogástricos suplementándolos con metionina y lisina sintéticas.
En las variedades lo su empleo está limitado por los alcaloides que contienen, por lo que hay que desamargarlos, para que no nos límite su toxicidad, mediante cocción y maceración. Este procedimiento también se puede realizar remojando los altramuces en agua con sal por 10 horas. Asimismo algunas personas los exponen al sol por varios días.  Sin embargo y sin importar el procedimiento que se utilice se debe suspender su consumo si se siente un amargor, ya que esto puede significar la presencia de los alcaloides.
La digestibilidad del lupino por los animales es buena, incluso con las variedades calificadas como amargas.

## Comparación con otros alimentos
Cuadro que compara sus características alimenticias en materia seca en comparación con la torta de soja, habas y guisantes. Según Cultivos herbáceos extensivos, de Andrés Guerrero.
|               | Cenizas | Celulosa | Almidón | Proteínas | Lisina | A.A. Azufrados | Aceites | Glúcidos |
| ------------- | ------- | -------- | ------- | --------- | ------ | -------------- | ------- | -------- |
| Torta de soja | 6,5     | 4        | 0       | 55        | 3,5    | 1,8            | 1,5     | 33       |
| Lupino blanco | 4,5     | 11-13    | 0,5     | 38-40     | 2,0    | 1,0            | 6-11    | 35       |
| Habas         | 3,5     | 8,5      | 40      | 30        | 1,8    | 0,6            | 1,5     | 14       |
| Guisantes     | 3       | 6        | 33-48   | 27        | 1,8    | 0,6            | 2,8     | 11-26    |

Como se puede observar en el cuadro anterior, el lupino tiene mayor contenido en proteínas, que además son más ricas en aminoácidos azufrados que las habas; y siendo más pobre en lisina que en la torta, la falta se puede ver compensada por su alto contenido en proteínas totales.
Puede sustituir hasta un 25 % de la soja en la alimentación de aves sin que haya diferencias significativas y para niveles más altos de sustitución se puede suplementar con lisina y metionina.
La calidad de la albúmina es superior a la del huevo.
Un defecto es su bajo valor energético y la flatulencia que provoca en monogástricos.
La cáscara se digiere fácilmente.
Otro aprovechamiento distinto al forrajero es como barbecho semillado, es decir para enterrar en verde, por su alta fijación de nitrógeno.

## Exigencias del cultivo

### Suelo
La mayor limitación para el cultivo del altramuz es su carácter calcífugo, esto es, no tolera la presencia de carbonatos en el suelo, lo que impide su cultivo en suelos con pH superior a 6,8 o en los que contienen calcio activo. L. albus prospera en suelos con pH entre 6-6,8, siendo la más tolerante de las especies cultivables del género. 
Necesita suelos bien drenados, pues el encharcamiento provoca podredumbre en sus raíces.  
Puede crecer en suelos poco fértiles, pero es la especie que más exige de las cultivadas.

### La humedad
No necesita mucha lluvia; las mayores exigencias coinciden con la floración.

### Temperatura
Bastante tolerante al frío, aunque este factor dependa en gran medida de la variedad. Si los inviernos pueden ser fríos no es aconsejable sembrar en otoño. En tal caso se siembra a finales de invierno y principios de primavera, lo que evita las pérdidas por las heladas, aunque el rendimiento es menor. 

## Prácticas de cultivo recomendadas

### Abonado
La fijación de nitrógeno por los Rhizobium sería suficiente para cubrir sus necesidades.
Siendo la semilla pobre en aminoácidos azufrados es posible que abonando con superfosfato de cal, se puedan cubrir ciertas necesidades de azufre en terrenos pobres, de forma que se traduzcan en una mejora de las características alimenticias del grano, especialmente del aminoácido metionina.

### Preparación del terreno
Debido a la fuerte correlación entre el desarrollo de la parte aérea y la profundidad de la raíz son convenientes labores profundas, seguidas de otras más ligeras y superficiales que precederán a la siembra.

### Siembra
Se recomienda una siembra en líneas separadas de 50-60 cm y con una separación de plantas de 10-15 cm.
Las siembras de otoño deben ser tempranas, para que la primera floración no sea a demasiada altura de modo que la planta fructifique más.

### Eliminación de flora arvense
Se podrán aplicar herbicidas recomendados y permitidos de presiembra, postsiembra y/o preemergencia según las hierbas que se quieran destruir.

### Labores
Pases con cultivador entre líneas.

### Riegos
Se trata de un cultivo típico de secano, lo que no quiere decir que no sea recomendable para una mejor fructificación un riego de 300 a 500 m³/ha, 15 días después del comienzo de la floración.

### Recolección
Cosechadora con barra de corte muy baja para no perder las vainas de la primera floración, durante las primeras horas de la mañana para que la dehiscencia sea la menor posible.
Cuando el aprovechamiento es directo como rastrojo no habría recolección y podría ser adecuado en las variedades dulces para ganado ovino, controlando el consumo, o para entrar en verano con ganado porcino.

### Lugar en las alternativas
Siempre precediendo al cereal que vaya a aprovechar la fijación de nitrógeno.